# Aughagower
Aughagower (irl.  Achadh Ghobhair) – wieś w Irlandii, w prowincji Connacht, w hrabstwie Mayo. W 1996 roku wieś liczyła 789 mieszkańców.
Wieś Aughagower jest położona w połowie drogi starego szlaku pielgrzymkowego Phadraig Tochar. Uważa się, że wieś odwiedził Święty Patryk. W Aughagower zachowały się kapliczki i pomniki z wcześniejszych lat.